# Jos Stelling
Jos Stelling (Utrecht, 16 de julio de 1945) es un director de cine y guionista neerlandés.

## Carrera
Hizo su debut como director en 1974 con Mariken van Nieumegen, que fue seleccionado en la sección oficial del Festival Internacional de Cine de Cannes de 1975. En 1981, fundó el Dutch Film Day, un festival donde se daba a los directores la posibilidad de enseñar sus películas y crear una plataforma informal para directores. Continuó vomo director del festival hasta 1991 y posteriormente fue nombrado como Dutch Film Festival. En 1989 fue miembro del jurado del Festival Internacional de Cine de Moscú. In 2002 he was a member of the jury at the 24th Moscow International Film Festival. También fue president de la primera edición del Ferstival Internacional de Cine de Odessa.

## Filmografía
- Mariken van Nieumeghen (1974)
- Elckerlyc (1975)
- Rembrandt fecit 1669 (1977)
- The Pretenders (1981)
- The Illusionist (1983)
- The Pointsman (De Wisselwachter) (1986)
- The Waiting Room (1995)
- El holandés errante (The Flying Dutchman) (1995)
- Café Central (No Trains No Planes) (1999)
- The Gas Station (2000)
- The Gallery (2003)
- Duska (2007)
- The Visit (2010)
- The Girl and Death (2012)